# Proatheris superciliaris
Proatheris superciliaris là một loài rắn trong họ Rắn lục. Loài này được Peters mô tả khoa học đầu tiên năm 1855.